# سینما ماندانا
مجموعه سینمایی ماندانا از مجموعه‌های سینمایی تهران است. این مجموعه که در سال ۱۳۴۰ تأسیس شد، دارای چهار سالن سینمایی با کیفیت مطلوب، کافی شاپ، اینترنت رایگان و یک سالن آمفی تئاتر است. سینما ماندانا در خیابان دماوند، بعد از ایستگاه آیت، نبش کوچه بیهقی قرار دارد. در حال حاضر این سینما در کنار نمایش فیلم هر شب به جز شبهای دوشنبه یک سانس را نیز به نمایش تئاتر اختصاص داده است.

## تاریخچه
این مجموعه در سال ۱۳۴۰ ساخته شد. بعد از انقلاب نیز مدتی تعطیل بود. در سال ۱۳۶۴ مالک فعلی آن به عنوان یکی از ۳ شرکا فعالیت خود را دراین سینما آغاز نمود. تا سال ۱۳۸۲این سینما بایک سالن فعالیت می‌نمود تا اینکه محمّد قاصد اشرفی، با خرید سهم شرکای دیگر ۶ دانگ مالکیت این سینما را بدست آورد. مدتی بعد نیز به دلیل نیاز مبرم منطقه وخواست مخاطبین سینما، وی یک سالن قدیمی را بازسازی نموده و در سال ۱۳۸۷ نیز درطبقه بالا ۳ سالن جدید احداث شد. در حال حاضر این مجموعه دارای ۴ سالن لوکس است که تمامی سالن‌ها دارای درجه کیفی "مدرن " می‌باشد.